# Plounéventer
Plounéventer är en kommun i departementet Finistère i regionen Bretagne i västra Frankrike. Kommunen ligger i kantonen Landivisiau som tillhör arrondissementet Morlaix. År 2022 hade Plounéventer 2 212 invånare.

## Befolkningsutveckling
Antalet invånare i kommunen Plounéventer
Referens:INSEE